# 국민영예상
국민영예상(國民榮譽賞, 일본어: 国民栄誉賞 고쿠민에이요쇼[*])은 일본의 내각총리대신에 의해 수여하는 상의 하나이다. ‘널리 국민에게 경애를 받아, 사회에 밝은 희망을 주는 데에 현저한 실적이 있는 경우에 대해 그 영예를 칭송하는 것을 목적으로 한다’라고 하여 후쿠다 다케오 총리 재임 당시인 1977년 8월에 ‘국민영예상 시상 규정’에 따라서 제정됐다. 지금까지는 개인 25명과 단체 1곳이 수상했다.
또한 내각총리대신과 정부의 표창은 이 상이 제정되기 이전인 1966년에 당시 총리였던 사토 에이사쿠가 창설한 ‘내각총리대신 현창’이 있다.

## 개요
1977년, 당시 내각총리대신 후쿠다 다케오가 홈런 세계 신기록을 달성한 프로 야구 선수 오 사다하루를 기리고자 창설한 것이 시초였다. 그 배경에는 앞서 설치된 현창과 내각총리대신 현창이 ‘학술 및 문화 진흥에 공헌한 자’ 등 6개의 수상 대상으로 정해둔 반면 프로 야구 선수를 현창한 전례는 없었다는 사실이 작용했다. 또 사다하루는 서훈을 수여하기에는 너무 젊은 나이였기 때문에 보다 유연한 수상 규정을 지닌 현창으로 마련된 것이 본 상이다.
이 상은 1977년 8월 30일에 내각총리대신에 의해 결정이 내려진 국민영예상 수상 규정에 바탕을 두고 있는데 그 목적은 ‘국민들에게 널리 경애를 받고 사회에 밝은 희망을 주는 데 현저한 업적을 세운 자에게 그 영예를 칭송하는 것’으로 규정돼 있다. 수상의 대상은 ‘내각총리대신이 본 수상의 목적에 비추어 시상하는 것을 적절하다고 인정하는 것’이며 상당히 폭넓은 해석이 가능하다. 첫 수상자인 사다하루가 중화민국 국적이었다는 사실에서도 뚜렷이 알 수 있듯이 일본 국적은 요건에 없다. 또 공개된 수여 기준 외에도 ‘지금까지 공적을 쌓아왔을 뿐만 아니라 한 발 더 나아가 역사를 새로이 칠하고 관통할 만한 공적을 올린’이라는 소위 ‘암묵적인 양해’를 충족시키는 것도 필요하다고 볼 수 있다.
이 상의 수상 방식을 규정한 국민영예상 수상 규정 실시 요령은 수상 후보자에 대해서 ‘민간 지식인의 의견을 듣는다’라고 정하고 있어 수상의 요망만으로는 결정할 수 없게 돼있다. 수상 대상자와 일치하는 분야에서 지식인들을 선정해 차례로 이들의 의견을 청취한다고 한다. 또, 수상에 앞서 본인(고인의 경우에는 관계자)에게의 의사를 타진하고 정식 검토 절차는 수상 의사가 확실해진 연후에 시작된다.
수상자에게는 ‘표창장 및 방패’ 외에도 ‘기념품 또는 금일봉’이 주어진다. 모두 기념품 증정으로 돼있으며, 대부분은 은제품이나 시계다. 그 밖에 사다하루에게는 독수리 박제가 주어졌고, 2011 FIFA 여자 월드컵 일본 여자 축구 국가대표팀에게는 구마노후데 메이크업 브러시 7개, 요시다 사오리에게는 진주 목걸이가 수여됐다.
증정·시상식은 관례적으로 내각총리대신 관저에서 열리지만, 2013년 5월 5일에 열린 나가시마 시게오·마쓰이 히데키에 대한 시상식은 특례로 도쿄 돔에 있어서의 요미우리 자이언츠가 주최하는 공식전에서 마쓰이의 은퇴식을 겸해서 치러졌다(이날 증정식에서 아베 신조는 현직 내각총리대신이면서도 요미우리 유니폼을 착용했고, 게다가 시구식에서는 심판 역할을 맡았다).

## 역대 수상자
지금까지 개인 27명과 단체 1곳에 대해 수여됐으며 이 가운데 12명은 사후에 수상됐다. 2011년에 단체로는 처음으로 일본 여자 축구 국가대표팀이 수여됐는데 당시 경기에 출전했던 선수와 코칭 스태프 35명 전원이 수상하였다.
|    | 수상자 성명 (예명 등)                             | 사진 | 수상 당시 연령 | 수상 연월일 (수여 내각)                           | 직업                     | 수상 사유 |
| -- | ------------------------------------------------- | ---- | -------------- | ------------------------------------------------- | ------------------------ | --- |
| 1  | 오 사다하루                                       |      | 37세           | 1977년 9월 5일 (후쿠다 다케오 내각)               | 프로 야구 선수           | 개인 통산 홈런 세계 신기록 달성(756호) |
| 2  | 코가 마사오                                       |      | 고인           | 1978년 8월 4일 (후쿠다 다케오 개조내각)           | 작곡가                   | ‘고가 멜로디’로 불리는 수많은 악곡 작곡에 대한 공로 |
| 3  | 하세가와 카즈오                                   |      | 죽은 사람      | 1984년 4월 19일 (제2차 나카소네 내각)             | 배우                     | 연기에 정진하여 영화 및 연극계에 탁월한 공헌 |
| 4  | 우에무라 나오미                                   |      | 고인           | 1984년 4월 19일 (제2차 나카소네 내각)             | 모험가                   | 세계 5대륙 최고봉 등정 등을 남겼고, 위의 하세가와 카즈오와 함께 사상 최초로 복수의 동시 수상이 됐다. |
| 5  | 야마시타 야스히로                                 |      | 27세           | 1984년 10월 9일 (제2차 나카소네 내각)             | 유도 선수                | 유도에 있어 진지한 정진과 전인미답의 기록 달성 등을 남겼다. |
| 6  | 기누가사 사치오                                   |      | 40세           | 1987년 6월 22일 (제3차 나카소네 내각)             | 프로 야구 선수           | 연속 경기 출장 세계 신기록 달성(2,215경기) |
| 7  | 가토 가즈에 (미소라 히바리)                       |      | 고인           | 1989년 7월 6일 (우노 내각)                        | 가수                     | 진지하게 정진한 가요를 통해 일본 국민들에게 꿈과 희망을 주었다. |
| 8  | 아키모토 미쓰구 (지요노후지 미쓰구)               |      | 34세           | 1989년 9월 29일 (제1차 가이후 내각)               | 스모 요코즈나            | 사상 제2위의 연승 기록, 스모계에 현저한 공헌 |
| 9  | 마스나가 다케오 (후지야마 이치로)                 |      | 81세           | 1992년 5월 28일 (미야자와 내각)                   | 가수                     | 가요를 통해서 일본 국민들에게 희망과 격려를 준 공로, 아름다운 일본어 보급에 공헌. |
| 10 | 하세가와 마치코                                   |      | 죽은 사람      | 1992년 7월 28일 (미야자와 내각)                   | 만화가                   | 가정 만화(《사자에상》)를 통해서 제2차 세계 대전 후의 일본 사회에 윤택함과 평온함을 주었다. |
| 11 | 핫토리 료이치                                     |      | 고인           | 1993년 2월 26일 (미야자와 개조내각)               | 작곡가                   | 수많은 가요곡들을 만들어 일본 국민들에게 희망과 윤택함을 주었다. |
| 12 | 다도코로 야스오 (아츠미 키요시)                   |      | 고인           | 1996년 9월 3일 (제1차 하시모토 내각)              | 배우                     | 영화 《남자는 괴로워》 시리즈를 통해 인정미가 풍부한 연기로 일본 국민들에게 기쁨과 윤택함을 주었다. |
| 13 | 요시다 다다시                                     |      | 고인           | 1998년 7월 7일 (제2차 하시모토 개조내각)          | 작곡가                   | ‘요시다 멜로디’로 불리는 수많은 악곡들을 작곡하여 일본 국민들에게 꿈과 희망과 윤택함을 주었다. |
| 14 | 구로사와 아키라                                   |      | 고인           | 1998년 10월 1일 (오부치 내각)                     | 영화 감독                | 수많은 불후의 명작을 통해 일본 국민들에게 깊은 감동을 주고, 세계 영화사에 훌륭한 족적을 남겼다. |
| 15 | 다카하시 나오코                                   |      | 28세           | 2000년 10월 30일 (제2차 모리 내각)                | 육상 선수                | 2000년 시드니 하계 올림픽 여자 마라톤에서 우승해 육상 경기에서는 일본 여자 선수 첫 금메달을 획득해 일본 국민들에게 깊은 감동과 용기를 주었다. |
| 16 | 엔도 미노루                                       |      | 고인           | 2009년 1월 23일 (아소 내각)                       | 작곡가                   | 세대를 넘어 길고 애창되는 정감으로 가득 넘친 많은 명곡들을 내보내어 일본 국민들에게 꿈과 희망과 윤택함을 주었다. |
| 17 | 무라카미 미쓰 (모리 미츠코)                       |      | 89세           | 2009년 7월 1일 (아소 내각)                        | 배우                     | 오랜 세월에 걸쳐 예능 분야의 일선에서 활약을 하여 특히 연극 《방랑기》에서 무려 2,000회를 넘는 주연을 맡아 일본 국민들에게 꿈과 희망과 윤택함을 주었다. 현재 생존 중에 수상한 사람 가운데 역대 최고령 보유자. |
| 18 | 모리시게 히사야                                   |      | 고인           | 2009년 12월 22일 (하토야마 유키오 내각)           | 배우                     | 예능 분야에 있어 오랜 세월에 걸쳐 제1선에서 수많은 활약을 하는 등 뛰어난 연기와 가창력으로 일본 국민들에게 사랑을 받으면서 꿈과 희망과 윤택함을 주었다. |
| 19 | 2011년 FIFA 여자 월드컵 일본 여자 축구 국가대표팀 |      | 단체           | 2011년 8월 18일 (간 제2차 개조내각)               | 여자 축구팀              | 2011년 FIFA 여자 월드컵에서 우승을 차지하면서 끝까지 포기하지 않는 한결같은 자세로 일본 국민들에게 감동을 안겨 주었으며 특히 동일본 대지진 등으로 인해 실의에 빠진 일본 국민들에게 용기를 주었다. |
| 20 | 요시다 사오리                                     |      | 30세           | 2012년 11월 7일 (노다 제3차 개조내각)             | 레슬링 선수              | 세계 대회에서 13연패라는 레슬링 경기 사상 전인미답의 위업을 달성하면서 국민들에게 감동과 희망, 용기를 주었다. |
| 21 | 나야 고키 (다이호 고키)                           |      | 고인           | 2013년 2월 25일 (제2차 아베 신조 내각)            | 스모 요코즈나            | 1960년대 일본에서 '어린이가 좋아하는 것'으로서 요미우리 자이언츠나 계란말이와 함께 유행어가 되었을 정도의 인기를 얻었고 스모 대회 사상 최다인 32회의 우승을 기록하는 등 ‘쇼와의 요코즈나’로서 스모계에 훌륭한 공적을 남기는 것과 동시에 많은 국민에게 사랑받는 국민적인 영웅으로서 일본 사회에 밝은 희망과 용기를 주었다. |
| 22 | 나가시마 시게오                                   |      | 77세           | 2013년 5월 5일 (제2차 아베 신조 내각)             | 프로 야구 선수 야구 감독 | 투지 넘치는 플레이와 경이로운 승부 근성으로 야구사에 빛나는 성적을 남겼고, ‘미스터 프로 야구’로 모든 이에게 사랑 받았던 국민적 스타로서 프로 야구를 국민 스포츠로까지 끌어올렸으며 야구계의 발전에 매우 현저한 공헌을 했을 뿐만 아니라 국민들에게 깊은 감동을 주고 사회에 밝은 꿈과 희망을 주었다는 점에서 현저한 실적을 남겼다. 또한 수상일을 이날(2013년 5월 5일)로 택한 이유는 나가시마의 등번호 ‘3’번 및 나가시마의 프로 생활로부터 55년을 기념하기 위해서다.                                                                                          |
| 23 | 마쓰이 히데키                                     |      | 38세           | 2013년 5월 5일 (제2차 아베 신조 내각)             | 프로 야구 선수           | 나가시마 시게오와는 사제 관계에 있어 한결같은 노력과 진지한 플레이에 힘입어 미국과 일본을 통틀어 20여년 간 팀의 주축을 담당했고 2009년 아시아 출신 선수 최초로 월드 시리즈 MVP를 차지하는 등의 수많은 성적을 남겼으며 ‘고질라’라는 애칭으로 일본 국민들에게 사랑받아 그의 활약은 사회에 큰 감동과 기쁨을 주면서 많은 청소년들에게 꿈과 희망을 주었다. 또한 수상일을 이날(2013년 5월 5일)로 택한 이유는 마쓰이의 현역 시절 등번호가 ‘55’번이기 때문이다. 또한, 나가시마와 마쓰이의 동시 수상은 1984년 우에무라·하세가와 이후 29년 만에 역대 두 번째가 된다. |
| 24 | 이초 가오리                                       |      | 32세           | 2016년 10월 20일 (제3차 아베 신조 제2차 개조내각) | 레슬링 선수              | 올림픽 사상 최초로 여자 개인 종목 4연패라는 위업을 달성해 많은 국민들에게 깊은 감동과 용기, 사회에 밝은 희망을 주었다. |
| 25 | 하부 요시하루                                     |      | 47세           | 2018년 2월 13일 (제4차 아베 신조 내각)            | 쇼기 기사                | 쇼기계를 이끄는 기사 1인자로서 1996년에 처음으로 7관왕을 동시에 제패하는 등 비할 데 없는 공적을 쌓았고 쇼기계에선 최초로 영세 7관왕이라는 역사에 새기는 위업을 달성하여 많은 국민들에게 꿈과 감동을 사회에 밝은 희망과 용기를 줬다는 현저한 업적이 있다. |
| 26 | 이야마 유타                                       |      | 28세           | 2018년 2월 13일 (제4차 아베 신조 내각)            | 바둑 기사                | 바둑계를 이끄는 기사 1인자로서 현저한 공적을 계속 쌓아올려 연간 그랜드 슬램을 포함한 바둑계에선 최초로 두 번의 7관왕을 동시에 제패했다는 역사에 새기는 위업을 달성하여 많은 국민들에게 꿈과 감동을 사회에 밝은 희망과 용기를 줬다는 현저한 업적이 있다. 특히 헤이세이 태생으로서는 최초의 국민영예상 수상자이며, 또한 하부와 이야마의 동시 수상은 2013년의 나가시마·마쓰이 이후 5년 만에 역대 세 번째이다. |
| 27 | 하뉴 유즈루                                       |      | 23세           | 2018년 7월 2일 (제4차 아베 신조 내각)             | 피겨스케이팅 선수        | 2018년 평창 동계 올림픽 피겨스케이팅 남자 싱글 부문에서 우승하여 남자 싱글 종목에서는 66년 만에 2연패를 달성하는 등 세계 역사에 남는 쾌거를 달성해 많은 국민에게 꿈과 감동을, 그리고 사회에 밝은 희망과 용기를 줬다. 현재 수상자 중에서 역대 최연소 기록 보유자(개인). |
| 28 | 구니에다 신고                                     |      | 39세           | 2023년 3월 17일 (제2차 기시다 내각)               | 휠체어 테니스 선수       | 휠체어 테니스 그랜드슬램 및 패럴림픽에서 우승하여 장애인 스포츠의 사회적 인지도 향상과 그 발전에 현저한 공헌을 했다. 장애인 스포츠인으로는 최초 수상. |

- 다른 영전 란에는 일본 정부에 의한 공식 현창을 참고로 기재됐다. 오 사다하루는 2006년에 월드 베이스볼 클래식 일본 대표팀에 대한 포장(자수)을 받았다.
- 다른 영전 란에는 관보의 서위서훈란 보도 등에서 판명된 것을 게재했다(각 수상자의 인물 기사도 참조). 예술·문화 등의 특이성에서 동일인성의 특정이 용이한 훈장인 자수포장과 달리 다른 포상(예를 들어 사재의 공공 기부 등에 응하여 수여하는 감수포장 등)은 관보 등에 게재가 있어도 동성동명의 타인에 관한 수여 기록이 있을 가능성을 배제할 수 없어 본 문서에는 기재하지 않았다(따라서 각자가 이 ‘다른 영전란’에 기재없는 영전을 받을 수 있는 가능성은 배제되지 않는다).
- ‘국민영예상’이라는 명칭에서 보여진 바와 같이, 원칙적으로 일본인이 수여 대상이지만 일본인(일본 국적 소지자인 일본 국민)으로선 처음으로 수상한 것은 코가 마사오이다. 위에서 말한대로 첫 번째 수상자인 사다하루는 중화민국 국적이고 일본인 이외의 수상자는 현재에 이르기까지 사다하루가 유일하다. 또한 일본인 최초로 생존 중에 수상을 이뤄낸 것은 야마시타 야스히로이다(야마시타 이전의 일본인 수상자는 모두 사후에 수상했다).
- 일본 국적을 취득하지 못한 일본인(혈통상의 일본인, 즉 외국에서 태어나면서 다른 국적인 사람과 다른 나라에 귀화해서 일본 국적을 상실한 사람 등)이 수상한 사례는 현재까지도 존재하지 않는다(사다하루의 어머니는 일본인이지만 아버지가 외국인이라서 이 사례에는 해당되지 않는다).
- 역대 수상자 가운데 프로 야구 선수의 수상자는 4명이지만 그 중 기누가사 사치오를 제외한 3명까지 요미우리 자이언츠에서 소속된 선수로 차지하고 있다. 또한 이들 4명은 모두 센트럴 리그 소속 구단에 있었던 선수였으며 퍼시픽 리그 소속 구단에 있었던 선수가 수상한 사례는 현재에 이르기까지 단 한 번도 없다.

## 수상을 거부한 사람
- 후쿠모토 유타카

프로 야구 선수 후쿠모토 유타카는 1983년 6월에 당시 세계 신기록이 된 통산 939개의 도루를 달성해 나카소네 야스히로 총리로부터 국민영예상 수여가 타진됐지만 본인은 이를 거부해 수여가 무산됐다.
- 고세키 유지

1989년에 수상자로 선정돼 수여(사후)가 예정돼 있었지만 유족이 이를 거부했다.
- 스즈키 이치로

고이즈미 준이치로 내각은 2001년 10월 메이저 리그에서 수위 타자가 된 이치로에게 국민영예상 수여 의사를 타진했지만, 이치로는 “아직은 젊기 때문에 할 수 있으면 사퇴하고 싶다”는 의사를 밝히면서 수여를 거부했다. 2004년 10월에도 메이저 리그 시즌 안타 기록을 경신한 것과 관련해 국민영예상 수여를 재검토했지만 이치로는 다시 거부했다.

## 수상과 관계되는 문제점
미소라 히바리에 대한 수여 등 사후 수상자가 과반수를 차지하고 있는 것에 대해 “왜 살아있을 때 수여하지 않는 것인가”라는 비판의 목소리가 나오는가 하면 “정권 부양이 목적이다”, “상을 받는 쪽을 위한 상이 아니라 주는 쪽(즉 정치인)을 위한 상이다”, “정치적 이용은 그만하라” 등과 같은 비판이 제기되기도 했다. 현창 사무 절차를 시행하는 내각부 관료도 “결국 그 시점의 정권이 ‘국민영예상을 주고 싶다’라고 한다면 줄 수밖에 없는 실정”이라고 말했다.
2003년에 열린 문화청의 ‘영화 진흥에 관한 간담회’에서 위원들이 ‘사회적 인지’라는 점에 대해 미후네 도시로가 사망했을 당시 국민영예상을 수여한다는 이야기가 나왔던 것과 수상자 결정권을 쥔 총리대신의 개인적 주관으로 수상자가 결정되는 점을 지적하면서 문화예술 분야는 문화청 등에서 논의해 수상자를 결정했으면 좋겠다는 의견을 냈다. 이듬해 2004년에는 당시 호소다 히로유키 내각관방장관이 심사 기준에 대해 “확고한 기준이 없이 그때그때의 판단”에 의한다면서 “오 사다하루에게는 이 상이 수여되었으나 나가시마 시게오는 받지 못했다는 사실”등 선긋기의 어려움을 지적했다. 2013년에 나가시마가 수상자로 결정됐을 당시에 사다하루는 “수여되지 않았다는 것 자체가 이상하게 생각했다”라고 말했다.
2011년 7월, 일본 여자 축구 국가대표팀이 단체로는 최초로 이 상을 받은 것에 대해 수상 규정은 수상 대상을 ‘적당하다고 인정되는 자’라고 되어 있는데 ‘행정용어로서 이에 해당하는 것은 개인이나 법인이지 단체는 포함되지 않는다’하여 니혼케이자이 신문은 “국민영예상을 단체에게 수여할 거라면 수상 규정을 재검토해서 그 설명 책임을 다할 필요가 있다”라고 지적했다.

### 주해
1. ↑  1977년 시점에 내각총리대신 현창 수상자는 국가 사업 및 사회 사업 관계자들이 대부분이었으며 스포츠 분야에서도 올림픽 경기에서 연속 제패를 기록한 대표 선수에게 한정돼 있었다.
2. ↑  서훈 추천을 받으려면 70세 이상이어야 한다라는 규정이 있었다.
3. ↑  실종 선고된 우에무라 나오미를 포함한다.
4. ↑  사후 수상을 포함하면 역대 최고령 수상은 모리시게 히사야의 만 96세이다(사후).
5. ↑  하토야마 유키오 총리가 시상식에 있어서의 설명한 것이다.[8]

### 출전
1. 1 2  국민영예상 수상자 일람 보관됨 2012-01-24 - 웨이백 머신(PDF) - 내각부 홈페이지
2. 1 2 3 4 5 6 7 8 9 10 11 12  幻の「沢・単独受賞」　官邸主導のなでしこ国民栄誉賞 - 니혼케이자이 신문, 2011년 8월 4일 석간 정치면
3. 1 2 3 4  국민영예상에 대해 보관됨 2015-02-23 - 웨이백 머신 - 내각부
4. ↑  なでしこ、国民栄誉賞の表彰式 記念品は化粧筆7本 - 아사히 신문, 2011년 8월 18일
5. 1 2  “吉田選手に国民栄誉賞を授与 記念品は真珠のペンダント 보관됨 2012-11-07 - 웨이백 머신” - 산케이 신문, 2012년 11월 7일
6. ↑  安倍首相「背番号96で改憲アピールか」と主要紙　過去の始球式でも「政治姿勢」皮肉っていた - J-CAST, 2013년 5월 6일
7. ↑  「憲法デマゴーグ」の96条改正論 - 미즈시마 아사호 공식 홈페이지, 2013년 5월 13일
8. ↑  “故森繁さんに国民栄誉賞贈呈 首相「国民に愛された」”. 《47NEWS》 (전국 신문 넷). 교도 통신. 2009년 12월 22일. 2009년 12월 22일에 원본 문서에서 보존된 문서. 2009년 12월 22일에 확인함.
9. ↑  官房長官記者発表 平成23年8月2日（火） 보관됨 2011-08-04 - 웨이백 머신 - 수상 관저 홈페이지
10. ↑  平成25年2月25日 国民栄誉賞表彰式 - 수상 관저 홈페이지
11. ↑  “大鵬さんの国民栄誉賞表彰 夫人「天国で喜んでいる」”. 《아사히 신문 디지털》 (아사히 신문사). 2013년 2월 25일. 2013년 2월 25일에 원본 문서에서 보존된 문서.
12. 1 2  内閣官房長官記者会見 平成25年4月1日（月）午後 - 수상 관저 홈페이지
13. 1 2  内閣官房長官記者会見 平成25年4月16日（火）午前 - 수상 관저 홈페이지
14. ↑  レスリング 伊調馨選手に国民栄誉賞授与へ 五輪4連覇 - 마이니치 신문, 2016년 9월 13일
15. ↑  伊調馨選手に国民栄誉賞　政府が正式決定 - 니혼케이자이 신문, 2016년 9월 13일
16. 1 2  羽生善治棋聖と井山裕太十段に国民栄誉賞授与、正式決定 - 산케이 신문, 2018년 1월 5일
17. 1 2  平成30年1月5日（金）午前 官房長官記者会見 보관됨 2018-01-05 - 웨이백 머신 - 수상 관저 홈페이지, 2018년 1월 5일
18. 1 2  羽生選手への国民栄誉賞決定 - 니혼케이자이 신문, 2018년 6월 1일
19. ↑  “国民栄誉賞、過去の辞退者は3人”. 스포츠 호치. 2017년 12월 14일. 2017년 12월 14일에 원본 문서에서 보존된 문서. 2017년 12월 14일에 확인함.
20. ↑  2011년 일본 여자 축구 국가대표팀을 수상자로 결정이 내려진 이후에 공개된 와타나베 요시미의 발언이다.
21. ↑  文化庁 映画振興に関する懇談会（第10回）議事要旨 보관됨 2013-01-20 - 웨이백 머신 - 문화청 홈페이지
22. ↑  보관됨 2013-05-08 - 웨이백 머신 国民栄誉賞見送りへ 金メダル選手に紫綬褒章 보관됨 2013-05-08 - 웨이백 머신 - 교도 통신사, 2004년 8월 26일
23. ↑  【ソフトB】王会長、長嶋氏栄誉賞喜ぶ - nikkansports.com